# Middleburgh (Nowy Jork)
Middleburgh – miasto w Stanach Zjednoczonych, w stanie Nowy Jork, w hrabstwie Schoharie.